# مصطفى بدر
الشيخ مصطفى بدر أحد كبار الموحدين الذين ظهروا في قضاء صفد ، اعتبر داعياً من الدعاة لكبر منزلته وعلو شانه في دين التوحيد، زاهدا عابداً, عالماً علامة.

## حياته
ولد الشيخ مصطفى بن علي بن بدر في قرية حرفيش في النصف الأول من القرن الثامن عشر، وتوفي في خلوات البياضة الشريفة في حاصبيا، جنوب لبنان، في مطلع القرن التاسع عشر.
من أبرز صفاته قوة فراسته وتقواه، وانكشاف بصيرته، واستشعاره الدائم للخالق تعالى، وشوقه الشديد إلى الابرار السادات. فظهرت له كرامات الأولياء والصّديقين، واشتهر امره بين اخوانه رغم انه كان من الاصفياء الاخفياء.
رافقه الداعية علي فارس المتوفي نحو عام 1754 م إلى خلوات البياضة الشريفة.

## من كراماته

### قصته مع الجزار
ذات يوم كان الشيخ مصطفى بدر يعمل في حقله الموجود في الجهة الشمالية للقرية مع أسرته الفاضلة، واذ بمنادي القرية يقف بمكان عال ينادي بأعلى صوته- والحاضر يعلم الغائب، والقريب يوصل للبعيد- بأنه: على حضرة الشيخ ان يمثل امام جنود الجزار لأمر جلل بالتَّوِّ واللحظة! فما كان من الشيخ بعد أن علم بالأمر حتى طمأن أفراد أسرته، وذكّرهم بمراحم الله عز وجل. وبما يحتِّمه الصبر، ويوجبه الرضى بمجاري الأقدار، والقاء المقاليد للواحد الأحد. ثم توجه للقاء الجند ثابت الجنان رضي النفس.
عندما حضر امام الجنود وقع في عيونهم بموقع الوقار والهيبة، واخبروه بأمر استدعائه إلى الوالي أحمد باشا الجزار في عكا- الذي كان مجرد ذكر اسمه يملأ القلوب رعبًا- بتهمة عثوره على لقية ثمينة واخفائها عن الحكومة.
بعد أن تواروا عن الانظار وهم ذاهبون اخلوا له فرسا ليركب عليها احتراما واجلالا له؛ وتناوبوا هم على الركوب والمشي، وذلك حتى قبيل دخولهم سور عكا، وهناك في المدينة اودعوه السجن.
بعد أن خيم الظلام، وأرخى الليل سدوله، وأحكم السجان اغلاق الأبواب بالقيود والاغلال، أخذ الشيخ يذرع المكان جيئة وذهابا، وهو لا ينقطع في سره عن ذكر الله تعالى بالتسبيح والتقديس، والذكر والدعاء لحظة واحدة، حتى بلغ به الاستشعار مبلغاً عظيماً وهو ينشد شعرا قد خطر له في تلك الساعة التي صفت به نفسه، وارتقت به مشاعره إلى حد المشاهدة حيث أنشد في سره قصيدةً يناجي بها ربه، وهذا مطلعها:
```
يا رب يا رحمن يا سامع الدعا **** يا عالما بالغيب دوما أنت حاضر
```

فما إن فرغ من البيت الأخير منها حتى انفتحت الأقفال وتفككت القيود عن باب السجن، وتحرك الباب بمصراعيه منفتحا بقدرة الله تعالى، سرعان ما تنبّهَ المساجين لهذا الحدث الخطير، وهمّوا لأن يهربوا؛ لكن الشيخ أشار عليهم بالبقاء وعدم البراح، وطمأنهم بأن الفرج قريب بمشيئة المولى عز وجل، فهدأوا وسكنوا. وما كان من السّجّان حتى هرول نحو باب السجن ليعيد إقفاله، ظِـنّـًا منه انه قد نسي الباب بغير قفل، لكنه لم يبتعد عدة خطوات حتى سمع صرير الباب ينفتح من جديد، فاستدار ودخل بين المساجين سائلا ومستغربا عن سبب حدوث مثل هذا الأمر الغريب، فأجابوه بأنهم لا يعلمون سببًا واضحًا سوى أن هذا الشيخ بقي طوال الوقت يقرأ بينه وبين نفسه ما لم نسمع ونفهم. أسرع السجان ليعلم الوالي أحمد باشا الجزار، وفي الصباح وصل الأمر إلى الجزار، فثار وهاج، على إهمال الحرس، وعدم تأكدهم من أن الأبواب مقفلة، فعيّن طاقما آخر، ليقوم بتلك المهمة. وفي الليلة التالية أيضاَ، حدث ما حدث بالليلة السابقة. وفي هذه المرة، قام الجزار بنفسه ليقفل الأبواب.
أقفل الجزار الأبواب متأكدا أنها لن تفتح. لكنه فوجئ في الصباح، عندما أُخبر أن الأبواب كانت مفتوحة في تلك الليلة أيضاً، وأن الأسرى لا زالوا في أماكنهم، وكأن الأبواب مقفلة.
وعندما قام الجزار ليتحقق من الأمر، محاولا كشف السر في تلك اللعبة التي تكررت ثلاث ليالٍ متوالية، قام بسؤال السجناء عن الأمر والتحقيق معهم، فاخبروه أن هناك شيخا قد أُتي به إليهم منذ أيام، ومن ذلك الحين لم يترك هذا الشيخ مكانه، ولم يتفوه بكلمه. وكل ما فعله هو أنه كان يجلس وعباءته فوق رأسه. تقدم الجزار نحو الشيخ وسأله ما الأمر، وما السبب لوجوده بالسجن، فقال الشيخ انه موجود ظلماً وليس هناك أي مجال لتصديق ما قيل عنه.
عندها أدرك الجزار، أن واشٍيا قد رمى بالشيخ لهذا المكان، واتهمه بتهمة علها تكون نهايته من خلالها لغاية في نفس يعقوب. وأيقن الجزار أن السجن لم يفتح إلا بدعاء الشيخ التقي الورع، الذي رُميّ به ظلماً في تلك الحجرة المظلمة.
وأما الجزار، ذلك الوالي الظالم، الذي عُرِف ببطشه، فقد شعر بالمهابة والرعب في صدره، وأخذ يتأسف للشيخ طالباً منه العفو والغفران، بسبب ما ألحقه به من مشاق ومتاعب، وطلب الجزار من الشيخ أن يحكم هو بنفسه على الواشي الحاسد، ووعد الجزار أن ينفذ كل ما يقوله الشيخ أو يحكم به. لكن الشيخ لم يرضَ بإيذاء الشخص المخطئ، وسامحه عله يتوب. إلا أن الجزار الحّ على تقديم أي خدمة للشيخ، يكفّر بها عن خطئه. ولكن الشيخ مصطفى لم يكن بحاجة إلى عطايا الجزار ومنحه، لأنه كان يؤمن دوماً، أن رضاء الله هو أثمن العطايا وأكثرها قيمةً.
عندما اخبر الجزار شيخنا الجليل بنيته بإطلاق سراحه فورا وبعد اعتذاره، قال شيخنا الجليل: لي طلب عند حضرتكم فقال الجزار:أطلب ما شئت، فقال الشيخ: إن حررتني فأطلب أن تحرر معي باقي السجناء، وإن أبقيتهم فاني باق معهم. وكان جواب الجزار سريعا، فقد حرر الجزار السجناء جميعهم بدون استثناء. وهكذا لقد أطلق سراح الشيخ وجميع السجناء كرامة له، وأعيد للقرية برفقة جنود الجزار، معززاً مكرماً.
وبعد أيامٍ قليلة قام الجزار يرافقه أفراد حاشيته ووجهاء المنطقة بزيارة لقرية حرفيش ومنزل الشيخ حيث استقبلهم أفراد العائلة ووجهاء القرية. وقام الشيخ بإعداد وليمة كبيرة إكراما لضيوفه، فتناول الجميع الطعام ولم ينقص أو يقل مما قدّمه الشيخ، بل بقيت الأوعية مليئة تفيض زاداً. وعندها طلب الجنود تقديم الماء لخيولهم، ولكن المشكلة انه ليس هناك ماء يكفي، ولا يتوفر الماء حالاً، بل يجب الذهاب «لعين المزاريب» لإحضار الماء، والعين تبعد عن القرية. وحينها اقترح أحد المرافقين، بحفر بئر ماء للشيخ يكون هدية الجزار له. قبِلَ الجزار ذلك الاقتراح، وأيّده على الفور، وحالاً أمر جنوده الموجودين معه في الدار بالشروع بالعمل. فحفر الجنود البئر، وأحضروا لها حجراٍ كبيرا (خرزة البئر) من صفد، وهكذا يكون الجزار قد قدم للشيخ ما يعوضه عن المضايقات التي سببها له.
أما الشيخ فلم يوافق على الشرب من ماء البئر، حتى ولو قطرة واحدة، وذلك بسبب أن الجنود الذين حفروا البئر، كانوا قد أُجبروا وأرغموا على حفر البئر، وقاموا بعملهم هذا مرغمين، فكان عملهم سخرة، وليس بحلال أن يشرب ماء البئر. وقضى الشيخ بقية عمره، ولم يذق طعم تلك الماء، التي كانت بمتناول يده، وفي صحن الدار، بل تحمل العطش حتى يذهب للعين ويأتي بالماء الذي يسد ظمأه.